# Protaetia funebris
Protaetia funebris är en skalbaggsart som beskrevs av Hippolyte Louis Gory och Achille Rémy Percheron 1833. Protaetia funebris ingår i släktet Protaetia och familjen Cetoniidae. Utöver nominatformen finns också underarten P. f. aethiessoides.